# 江府名勝志
『江府名勝志』（ごうふめいしょうし）は江戸時代中期に編纂された江戸の地誌。幕臣藤原之廉著、享保18年（1733年）稲村儀右衛門刊。著者は南陽子とも号するが詳細不明。

## 概要
江戸市谷八幡町の書肆稲村儀右衛門の提案により菊岡沾涼『江戸砂子』と同時期に企画され、1年遅れの享保18年（1733年）に刊行された。しかし、次巻の刊行準備中、著者之廉が10月中旬に大阪城へ赴任を命じられ、12月までに稲村が単独で巻之中、巻之下を刊行したが、その体裁は之廉の意向に沿わず、不服を訴えている。実際、巻之上で麹町について「糀町ハ俗字也」としているにもかかわらず「糀町」表記を用い、末寺の末を全て「末寺」とするなど、誤りが散見される。
巻之中の『江戸砂子』を難じる箇所は著者沾涼門下の目にも触れ波紋を呼んだが、沾涼は誤りを認め、続編においてこれを反映させた。
その後も再校が行われ版を重ねた『江戸砂子』に対し普及度の面では及ばなかったが、独自の考証は後世にも参照され、『江戸名所図会』にもしばしば引用されている。

## 構成
巻之上
武蔵国や江戸城の歴史を述べた後、32の広域地名別に600余りの条目を掲げる。また、挿入する地図には遠近道印、児玉寿昌による分間絵図を用いる。
巻之中
32地名別に神社を記す「神社略記」と「附録」から成り、順序は版により異なる。『江戸鹿子』『江戸砂子』の誤謬を正す「考異弁正」、年表、年中行事一覧のほか、江戸と直接関係ない雑事も含まれる。
巻之下
「寺社略記部」から成る。「神社略記」と同様の地域別で、その各部は宗旨により配列される。

## 版歴
3種類の異本があり、全て外題、巻次が異なる。
- 享保18年（1733年）10月市谷八幡町稲村儀右衛門「増補江戸面久利」天地人
- 延享3年（1746年）日本橋室町一丁目小林重兵衛「新板江戸名勝志」上中下
- 明和元年（1764年）日本橋通一丁目須原屋茂兵衛「江戸名勝志」一二三